# Dłusko, Hạt Wałcz
Dłusko [ˈdwuskɔ] (cho đến năm 1945 bằng tiếng Đức: Blankenhagen bei Teschendorf) là một ngôi làng thuộc khu hành chính của Gmina Człopa, thuộc hạt Wałcz, West Pomeranian Voivodeship, ở phía tây bắc Ba Lan. Nó nằm khoảng 6 kilômét (4 mi)   phía tây Człopa, 36 km (22 mi) phía tây nam của Wałcz và 106 km (66 mi) về phía đông của thủ đô khu vực Szczecin.
Trước 1772, khu vực này là một phần của Vương quốc Ba Lan, 1772-1945 Phổ và Đức. Để biết thêm về lịch sử của nó, xem Quận Wałcz.
Làng có dân số 92 người.